# Ayoó de Vidriales
Ayoó de Vidriales ist ein nordwestspanischer Ort und eine Gemeinde (municipio) mit nur noch 274 Einwohnern (Stand: 2024) im Süden der Provinz Zamora in der Autonomen Gemeinschaft Kastilien-León. Neben dem Hauptort Ayoó de Vidriales gehören die Ortschaften Congosta und Carracedo de Vidriales zur Gemeinde.

## Lage und Klima
Ayoó de Vidriales liegt am westlichen Rand der Kastilischen Hochebene (Meseta Iberica) in einer Höhe von ca. 805 m. Die Provinzhauptstadt Zamora ist gut 75 Kilometer (Fahrtstrecke) in südsüdöstlicher Richtung entfernt. 
Das gemäßigte Kontinentalklima wird nur selten vom Atlantik beeinflusst.

## Bevölkerungsentwicklung
| Jahr      | 1970 | 1981 | 1991 | 2001 | 2011 | 2021 |
| Einwohner | 850  | 682  | 579  | 465  | 372  | 287  |

## Sehenswürdigkeiten
- Thomaskirche in Ayoo de Vidriales
- Michaeliskirche in Carracedo
- Martinskirche in Congosta
- Mameskapelle

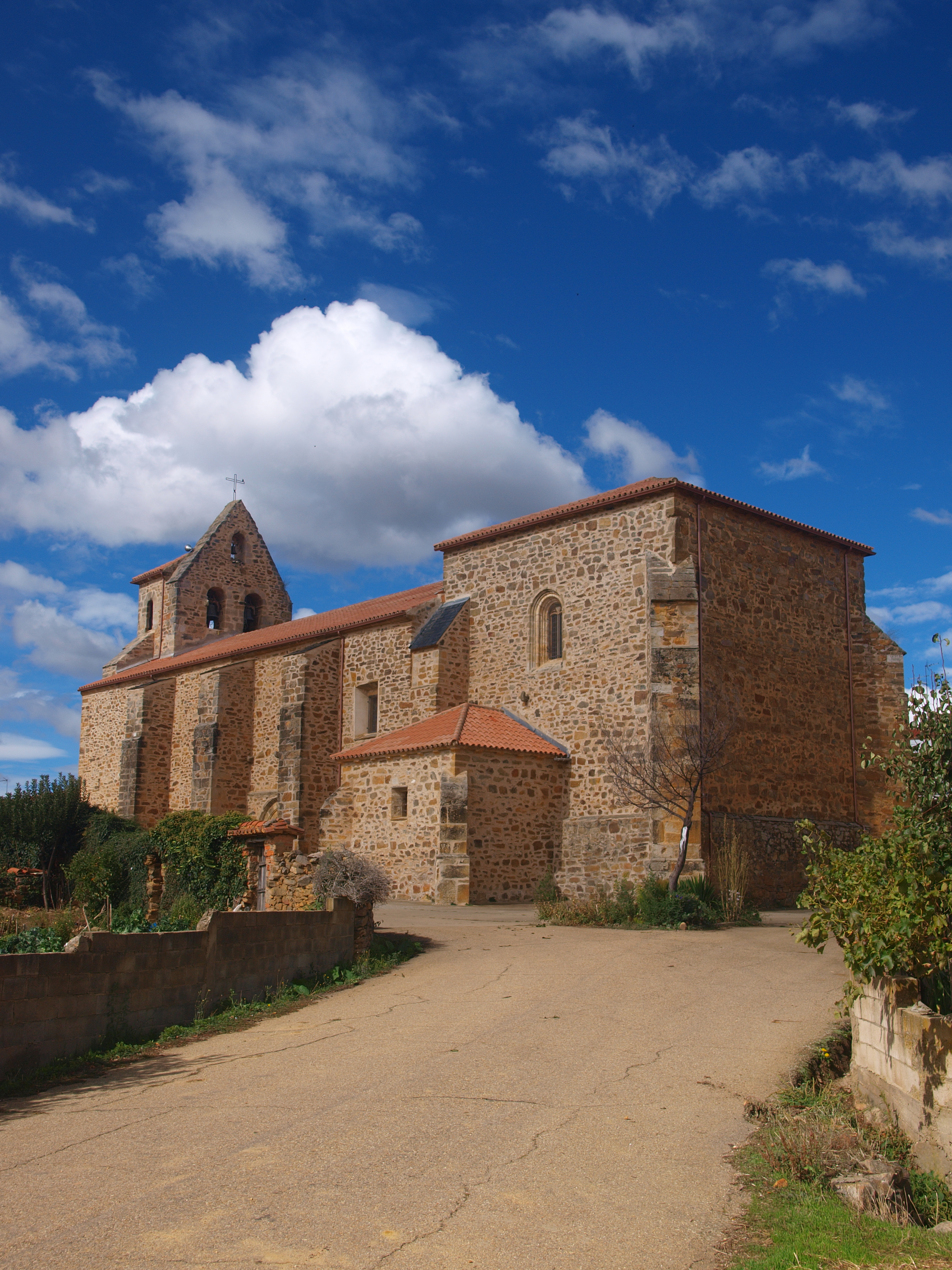
Salvatorkirche
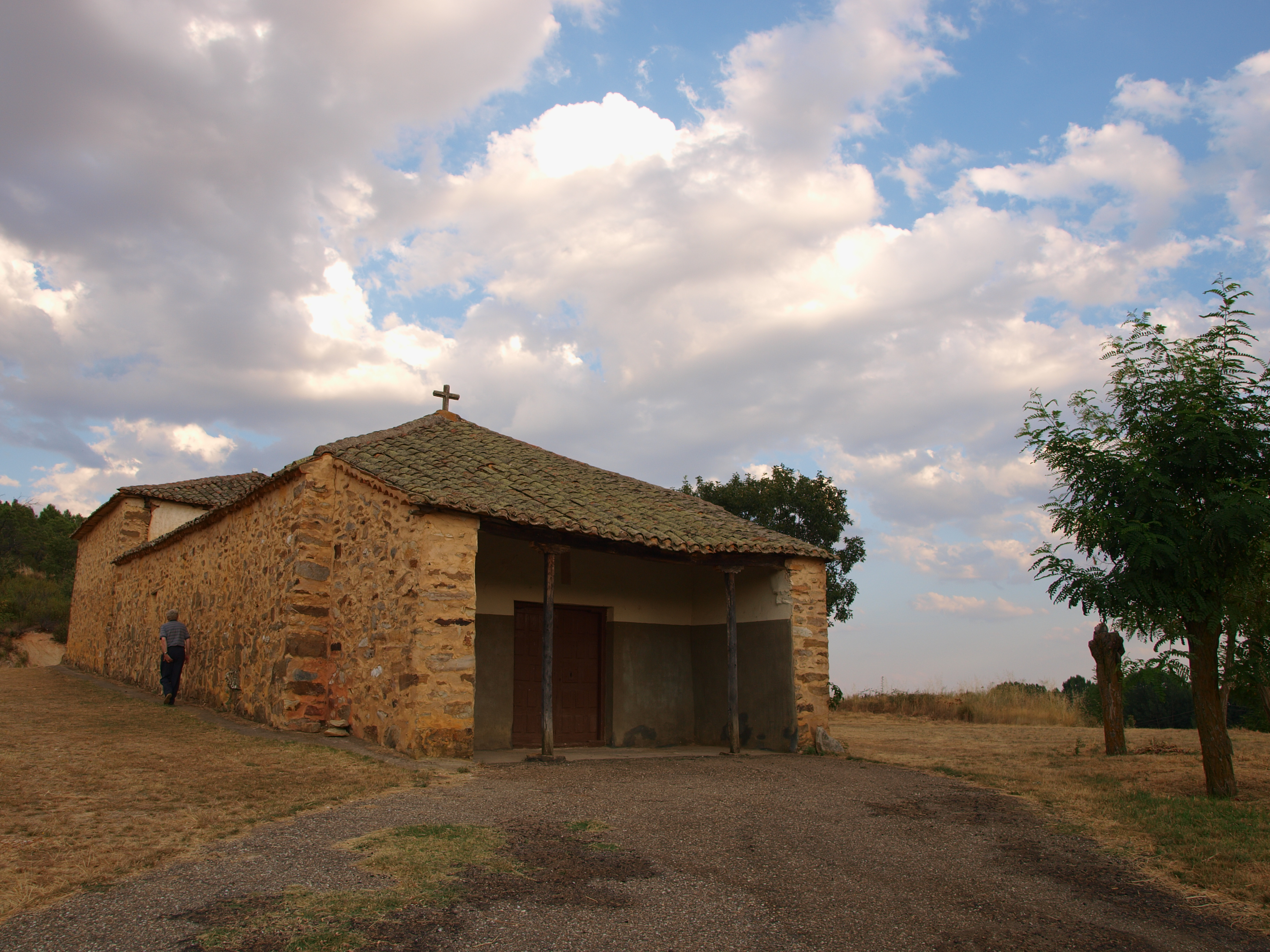
Mameskapelle